# 𦀚伯
伯（？—？），是《清华简·楚居》的记载楚国的一个人物。说季连“爰生𦀚伯、远仲，游徜徉，先处于京宗”，他是季连的儿子。这是楚先人中与殷商关系较亲近的一支，他和族人以及随远仲的族人随着殷商东退。其所经之地，可能是传世文献中记载的楚丘、荆山、荆水等地。
清华简的整理者如认为“𦀚，《说文》䋼字或体。……《史记·楚世家》‘季连生附沮’《帝系》作‘付祖’，与简文不同。”。有研究者怀疑𦀚伯就是《逸周书》提到的熊盈。《逸周书·作雒篇》“周公立，相天子，三叔及殷东徐奄及熊盈以略……凡所征熊盈族，十有七国。”

## 兄弟
- 远仲
- 侸叔
- 熊丽